# Terry Dozier
Terry Linnard Dozier (Baltimora, 29 giugno 1966) è un ex cestista statunitense, professionista nella NBA, in Giappone, in Italia e a Cipro.

## Palmarès
- McDonald's All-American Game (1985)